# Clematodes
Clematodes is een geslacht van rechtvleugeligen uit de familie veldsprinkhanen (Acrididae). De wetenschappelijke naam van dit geslacht is voor het eerst geldig gepubliceerd in 1900 door Scudder.

## Soorten
Het geslacht Clematodes omvat de volgende soorten:
- Clematodes larreae Cockerell, 1900
- Clematodes vanduzeei Hebard, 1923